# Мексиканський колібрі-сапфір
Мексиканський колі́брі-сапфір (Basilinna) — рід серпокрильцеподібних птахів родини колібрієвих (Trochilidae). Представники цього роду мешкають в США, Мексиці і Центральній Америці. Раніше їх відносили до роду Колібрі-сапфір (Hylocharis), однак молекулярно-філогенетичне дослідження 2014 року показало слабку споріденість між двома родами.

## Види
Виділяють два види:
- Колібрі-сапфір мексиканський (Basilinna leucotis)
- Колібрі-сапфір чорнолобий (Basilinna xantusii)

## Етимологія
Наукова назва роду Basilinna походить від слова дав.-гр. βασιλλινα — королева.